# Liste des planètes mineures (781001-782000)
Voici la liste des planètes mineures numérotées de 781001 à 782000. Les planètes mineures sont numérotées lorsque leur orbite est confirmée, ce qui peut parfois se produire longtemps après leur découverte. Elles sont classées ici par leur numéro.

## Planètes mineures 781001 à 782000
- (781001) 2013 BB28
- (781002) 2013 BP28
- (781003) 2013 BC31
- (781004) 2013 BL38
- (781005) 2013 BK39
- (781006) 2013 BF40
- (781007) 2013 BO41
- (781008) 2013 BG47
- (781009) 2013 BN47
- (781010) 2013 BZ49
- (781011) 2013 BR50
- (781012) 2013 BH51
- (781013) 2013 BC56
- (781014) 2013 BJ67
- (781015) 2013 BK68
- (781016) 2013 BP69
- (781017) 2013 BX72
- (781018) 2013 BT76
- (781019) 2013 BS77
- (781020) 2013 BE83
- (781021) 2013 BK83
- (781022) 2013 BL83
- (781023) 2013 BB86
- (781024) 2013 BE86
- (781025) 2013 BA89
- (781026) 2013 BH89
- (781027) 2013 BC90
- (781028) 2013 BG90
- (781029) 2013 BL90
- (781030) 2013 BV90
- (781031) 2013 BY91
- (781032) 2013 BA92
- (781033) 2013 BK92
- (781034) 2013 BB95
- (781035) 2013 BB96
- (781036) 2013 BK96
- (781037) 2013 BA97
- (781038) 2013 BN98
- (781039) 2013 BZ98
- (781040) 2013 BC99
- (781041) 2013 BF100
- (781042) 2013 BG100
- (781043) 2013 BY101
- (781044) 2013 BH102
- (781045) 2013 BK102
- (781046) 2013 BM102
- (781047) 2013 BP102
- (781048) 2013 BR102
- (781049) 2013 BG103
- (781050) 2013 BK103
- (781051) 2013 BL103
- (781052) 2013 BN103
- (781053) 2013 BJ104
- (781054) 2013 BA105
- (781055) 2013 BF105
- (781056) 2013 BS105
- (781057) 2013 BU105
- (781058) 2013 BY105
- (781059) 2013 BC106
- (781060) 2013 BK107
- (781061) 2013 BU107
- (781062) 2013 BX107
- (781063) 2013 BZ107
- (781064) 2013 BL108
- (781065) 2013 BE110
- (781066) 2013 BX110
- (781067) 2013 CQ
- (781068) 2013 CU
- (781069) 2013 CZ2
- (781070) 2013 CM3
- (781071) 2013 CS5
- (781072) 2013 CM7
- (781073) 2013 CO7
- (781074) 2013 CN22
- (781075) 2013 CP27
- (781076) 2013 CW30
- (781077) 2013 CD35
- (781078) 2013 CK42
- (781079) 2013 CU45
- (781080) 2013 CG51
- (781081) 2013 CU58
- (781082) 2013 CO59
- (781083) 2013 CE68
- (781084) 2013 CA69
- (781085) 2013 CY69
- (781086) 2013 CM70
- (781087) 2013 CU71
- (781088) 2013 CV74
- (781089) 2013 CW74
- (781090) 2013 CW75
- (781091) 2013 CS80
- (781092) 2013 CW90
- (781093) 2013 CC93
- (781094) 2013 CD93
- (781095) 2013 CR94
- (781096) 2013 CQ95
- (781097) 2013 CU96
- (781098) 2013 CW96
- (781099) 2013 CH98
- (781100) 2013 CT99
- (781101) 2013 CV99
- (781102) 2013 CD100
- (781103) 2013 CH101
- (781104) 2013 CS102
- (781105) 2013 CU102
- (781106) 2013 CJ104
- (781107) 2013 CO104
- (781108) 2013 CP111
- (781109) 2013 CY118
- (781110) 2013 CZ121
- (781111) 2013 CN123
- (781112) 2013 CQ124
- (781113) 2013 CZ126
- (781114) 2013 CJ132
- (781115) 2013 CA133
- (781116) 2013 CP133
- (781117) 2013 CZ141
- (781118) 2013 CP142
- (781119) 2013 CH144
- (781120) 2013 CU146
- (781121) 2013 CY146
- (781122) 2013 CX149
- (781123) 2013 CH150
- (781124) 2013 CL151
- (781125) 2013 CH152
- (781126) 2013 CU154
- (781127) 2013 CD155
- (781128) 2013 CD162
- (781129) 2013 CG162
- (781130) 2013 CC164
- (781131) 2013 CU168
- (781132) 2013 CL177
- (781133) 2013 CL178
- (781134) 2013 CY185
- (781135) 2013 CD190
- (781136) 2013 CM194
- (781137) 2013 CE200
- (781138) 2013 CA201
- (781139) 2013 CL204
- (781140) 2013 CW207
- (781141) 2013 CQ209
- (781142) 2013 CZ210
- (781143) 2013 CA219
- (781144) 2013 CO219
- (781145) 2013 CW219
- (781146) 2013 CR221
- (781147) 2013 CX224
- (781148) 2013 CQ226
- (781149) 2013 CH227
- (781150) 2013 CU227
- (781151) 2013 CA228
- (781152) 2013 CN228
- (781153) 2013 CD231
- (781154) 2013 CK231
- (781155) 2013 CZ232
- (781156) 2013 CJ234
- (781157) 2013 CD235
- (781158) 2013 CG236
- (781159) 2013 CA237
- (781160) 2013 CQ237
- (781161) 2013 CE241
- (781162) 2013 CJ241
- (781163) 2013 CW242
- (781164) 2013 CJ243
- (781165) 2013 CZ243
- (781166) 2013 CT244
- (781167) 2013 CN245
- (781168) 2013 CY247
- (781169) 2013 CD248
- (781170) 2013 CE249
- (781171) 2013 CR250
- (781172) 2013 CS250
- (781173) 2013 CW250
- (781174) 2013 CZ251
- (781175) 2013 CV252
- (781176) 2013 CR253
- (781177) 2013 CA255
- (781178) 2013 CB255
- (781179) 2013 CP258
- (781180) 2013 CU258
- (781181) 2013 CV258
- (781182) 2013 CG261
- (781183) 2013 CH261
- (781184) 2013 CM261
- (781185) 2013 CN261
- (781186) 2013 CB262
- (781187) 2013 CF262
- (781188) 2013 CL263
- (781189) 2013 CQ263
- (781190) 2013 CG264
- (781191) 2013 CT264
- (781192) 2013 DY4
- (781193) 2013 DY10
- (781194) 2013 DN13
- (781195) 2013 DQ14
- (781196) 2013 DE15
- (781197) 2013 DS17
- (781198) 2013 DD18
- (781199) 2013 DP19
- (781200) 2013 DW19
- (781201) 2013 DX19
- (781202) 2013 DZ19
- (781203) 2013 DG21
- (781204) 2013 DN21
- (781205) 2013 DM22
- (781206) 2013 DG23
- (781207) 2013 DR23
- (781208) 2013 EP3
- (781209) 2013 EY3
- (781210) 2013 EJ5
- (781211) 2013 EP9
- (781212) 2013 EB12
- (781213) 2013 ED13
- (781214) 2013 ES13
- (781215) 2013 EF22
- (781216) 2013 EC25
- (781217) 2013 ER35
- (781218) 2013 EE36
- (781219) 2013 ET36
- (781220) 2013 EX37
- (781221) 2013 EP38
- (781222) 2013 EP43
- (781223) 2013 EO44
- (781224) 2013 EB47
- (781225) 2013 EP52
- (781226) 2013 EZ52
- (781227) 2013 ES54
- (781228) 2013 ER59
- (781229) 2013 EZ63
- (781230) 2013 EK74
- (781231) 2013 EF78
- (781232) 2013 EQ79
- (781233) 2013 EC87
- (781234) 2013 EX95
- (781235) 2013 EG102
- (781236) 2013 ET105
- (781237) 2013 EB122
- (781238) 2013 EO122
- (781239) 2013 EB125
- (781240) 2013 EN130
- (781241) 2013 EP132
- (781242) 2013 EB136
- (781243) 2013 EQ141
- (781244) 2013 EH146
- (781245) 2013 EY146
- (781246) 2013 EA147
- (781247) 2013 EX147
- (781248) 2013 EP149
- (781249) 2013 EX152
- (781250) 2013 EU157
- (781251) 2013 ER158
- (781252) 2013 ES158
- (781253) 2013 EN159
- (781254) 2013 EW159
- (781255) 2013 ER160
- (781256) 2013 EY160
- (781257) 2013 ES161
- (781258) 2013 ED167
- (781259) 2013 EM167
- (781260) 2013 EC168
- (781261) 2013 EJ168
- (781262) 2013 EK171
- (781263) 2013 ED172
- (781264) 2013 EE173
- (781265) 2013 EF175
- (781266) 2013 EF178
- (781267) 2013 ET180
- (781268) 2013 EB181
- (781269) 2013 EQ181
- (781270) 2013 EX182
- (781271) 2013 EA183
- (781272) 2013 EW183
- (781273) 2013 EL185
- (781274) 2013 EO185
- (781275) 2013 ER185
- (781276) 2013 EM187
- (781277) 2013 ED190
- (781278) 2013 FG15
- (781279) 2013 FB30
- (781280) 2013 FH36
- (781281) 2013 FK36
- (781282) 2013 FN36
- (781283) 2013 FB37
- (781284) 2013 FS39
- (781285) 2013 FX40
- (781286) 2013 FD42
- (781287) 2013 FZ44
- (781288) 2013 GH6
- (781289) 2013 GU9
- (781290) 2013 GN16
- (781291) 2013 GN18
- (781292) 2013 GV18
- (781293) 2013 GS19
- (781294) 2013 GX29
- (781295) 2013 GZ32
- (781296) 2013 GK34
- (781297) 2013 GV35
- (781298) 2013 GB36
- (781299) 2013 GT41
- (781300) 2013 GW45
- (781301) 2013 GN51
- (781302) 2013 GZ54
- (781303) 2013 GV57
- (781304) 2013 GF62
- (781305) 2013 GN62
- (781306) 2013 GT77
- (781307) 2013 GD80
- (781308) 2013 GL86
- (781309) 2013 GE87
- (781310) 2013 GN88
- (781311) 2013 GR89
- (781312) 2013 GD107
- (781313) 2013 GS121
- (781314) 2013 GZ125
- (781315) 2013 GA128
- (781316) 2013 GK128
- (781317) 2013 GM134
- (781318) 2013 GY135
- (781319) 2013 GA139
- (781320) 2013 GF140
- (781321) 2013 GT140
- (781322) 2013 GV140
- (781323) 2013 GB142
- (781324) 2013 GR142
- (781325) 2013 GJ143
- (781326) 2013 GK143
- (781327) 2013 GT143
- (781328) 2013 GZ145
- (781329) 2013 GW146
- (781330) 2013 GB147
- (781331) 2013 GK147
- (781332) 2013 GE148
- (781333) 2013 GL148
- (781334) 2013 GO148
- (781335) 2013 GZ149
- (781336) 2013 GG150
- (781337) 2013 GW150
- (781338) 2013 GX150
- (781339) 2013 GL154
- (781340) 2013 GF155
- (781341) 2013 GP155
- (781342) 2013 GC157
- (781343) 2013 GW157
- (781344) 2013 GY157
- (781345) 2013 GT158
- (781346) 2013 GT159
- (781347) 2013 GS161
- (781348) 2013 GV162
- (781349) 2013 GA163
- (781350) 2013 GE164
- (781351) 2013 GP164
- (781352) 2013 GG165
- (781353) 2013 GM166
- (781354) 2013 GO166
- (781355) 2013 GY166
- (781356) 2013 GF167
- (781357) 2013 GY170
- (781358) 2013 HH1
- (781359) 2013 HP10
- (781360) 2013 HV22
- (781361) 2013 HU24
- (781362) 2013 HK27
- (781363) 2013 HR27
- (781364) 2013 HQ34
- (781365) 2013 HX39
- (781366) 2013 HL41
- (781367) 2013 HU45
- (781368) 2013 HN46
- (781369) 2013 HT46
- (781370) 2013 HP47
- (781371) 2013 HV49
- (781372) 2013 HS54
- (781373) 2013 HW56
- (781374) 2013 HQ58
- (781375) 2013 HV59
- (781376) 2013 HH62
- (781377) 2013 HL62
- (781378) 2013 HF63
- (781379) 2013 HP66
- (781380) 2013 HT67
- (781381) 2013 HL71
- (781382) 2013 HS71
- (781383) 2013 HY72
- (781384) 2013 HD73
- (781385) 2013 HN75
- (781386) 2013 HG78
- (781387) 2013 HN80
- (781388) 2013 HR81
- (781389) 2013 HA82
- (781390) 2013 HD84
- (781391) 2013 HH84
- (781392) 2013 HX85
- (781393) 2013 HY86
- (781394) 2013 HZ86
- (781395) 2013 HZ92
- (781396) 2013 HA95
- (781397) 2013 HZ97
- (781398) 2013 HW100
- (781399) 2013 HM102
- (781400) 2013 HH106
- (781401) 2013 HX112
- (781402) 2013 HD124
- (781403) 2013 HJ127
- (781404) 2013 HS129
- (781405) 2013 HC130
- (781406) 2013 HC132
- (781407) 2013 HH132
- (781408) 2013 HY133
- (781409) 2013 HE134
- (781410) 2013 HG134
- (781411) 2013 HB135
- (781412) 2013 HT141
- (781413) 2013 HE144
- (781414) 2013 HM145
- (781415) 2013 HX145
- (781416) 2013 HB149
- (781417) 2013 HL150
- (781418) 2013 HW151
- (781419) 2013 HU155
- (781420) 2013 HV157
- (781421) 2013 HQ158
- (781422) 2013 HR158
- (781423) 2013 HC159
- (781424) 2013 HH159
- (781425) 2013 HP160
- (781426) 2013 HQ160
- (781427) 2013 HK161
- (781428) 2013 HR161
- (781429) 2013 HO164
- (781430) 2013 HU165
- (781431) 2013 JS9
- (781432) 2013 JF11
- (781433) 2013 JL13
- (781434) 2013 JK21
- (781435) 2013 JD22
- (781436) 2013 JQ24
- (781437) 2013 JT27
- (781438) 2013 JQ33
- (781439) 2013 JU36
- (781440) 2013 JZ48
- (781441) 2013 JQ51
- (781442) 2013 JA59
- (781443) 2013 JS59
- (781444) 2013 JY66
- (781445) 2013 JZ66
- (781446) 2013 JM68
- (781447) 2013 JK69
- (781448) 2013 JP69
- (781449) 2013 JQ69
- (781450) 2013 JV69
- (781451) 2013 JA70
- (781452) 2013 JM71
- (781453) 2013 JP71
- (781454) 2013 JU71
- (781455) 2013 JC72
- (781456) 2013 JX72
- (781457) 2013 JS73
- (781458) 2013 JZ73
- (781459) 2013 JA75
- (781460) 2013 JC76
- (781461) 2013 JQ77
- (781462) 2013 JM78
- (781463) 2013 JV78
- (781464) 2013 JS80
- (781465) 2013 JQ81
- (781466) 2013 KC
- (781467) 2013 KM10
- (781468) 2013 KJ15
- (781469) 2013 KU17
- (781470) 2013 KJ20
- (781471) 2013 KM20
- (781472) 2013 KC22
- (781473) 2013 KK22
- (781474) 2013 LX5
- (781475) 2013 LC13
- (781476) 2013 LO15
- (781477) 2013 LD17
- (781478) 2013 LF22
- (781479) 2013 LF24
- (781480) 2013 LE25
- (781481) 2013 LQ25
- (781482) 2013 LF37
- (781483) 2013 LQ37
- (781484) 2013 LK38
- (781485) 2013 LM40
- (781486) 2013 LV40
- (781487) 2013 LT41
- (781488) 2013 LX41
- (781489) 2013 LU43
- (781490) 2013 LV43
- (781491) 2013 LD46
- (781492) 2013 MC3
- (781493) 2013 MO7
- (781494) 2013 MH13
- (781495) 2013 MM14
- (781496) 2013 MN15
- (781497) 2013 MA16
- (781498) 2013 MJ18
- (781499) 2013 ME19
- (781500) 2013 MF19
- (781501) 2013 MJ20
- (781502) 2013 MZ20
- (781503) 2013 MX22
- (781504) 2013 NP4
- (781505) 2013 NK12
- (781506) 2013 NR25
- (781507) 2013 NY25
- (781508) 2013 NC26
- (781509) 2013 NH27
- (781510) 2013 NO27
- (781511) 2013 NM28
- (781512) 2013 NB29
- (781513) 2013 NB30
- (781514) 2013 ND31
- (781515) 2013 NH31
- (781516) 2013 NQ31
- (781517) 2013 NG32
- (781518) 2013 NJ33
- (781519) 2013 NH34
- (781520) 2013 ND36
- (781521) 2013 NL36
- (781522) 2013 NX37
- (781523) 2013 ND42
- (781524) 2013 NF45
- (781525) 2013 NL46
- (781526) 2013 NP48
- (781527) 2013 NG52
- (781528) 2013 NM52
- (781529) 2013 NN52
- (781530) 2013 NP52
- (781531) 2013 NR53
- (781532) 2013 NJ54
- (781533) 2013 NT55
- (781534) 2013 NA57
- (781535) 2013 NN57
- (781536) 2013 NY57
- (781537) 2013 ND58
- (781538) 2013 NN58
- (781539) 2013 NW58
- (781540) 2013 NX59
- (781541) 2013 NY59
- (781542) 2013 NE61
- (781543) 2013 NH61
- (781544) 2013 NL61
- (781545) 2013 NO62
- (781546) 2013 NC63
- (781547) 2013 NC67
- (781548) 2013 NR68
- (781549) 2013 NF69
- (781550) 2013 NH70
- (781551) 2013 NE72
- (781552) 2013 NX75
- (781553) 2013 NO76
- (781554) 2013 NS76
- (781555) 2013 NA77
- (781556) 2013 NQ77
- (781557) 2013 NR77
- (781558) 2013 NS77
- (781559) 2013 NW77
- (781560) 2013 NC78
- (781561) 2013 NV78
- (781562) 2013 NW79
- (781563) 2013 NQ82
- (781564) 2013 OB1
- (781565) 2013 OS5
- (781566) 2013 OP11
- (781567) 2013 ON17
- (781568) 2013 OX17
- (781569) 2013 PR4
- (781570) 2013 PZ5
- (781571) 2013 PU14
- (781572) 2013 PR29
- (781573) 2013 PL30
- (781574) 2013 PU30
- (781575) 2013 PK33
- (781576) 2013 PP36
- (781577) 2013 PW39
- (781578) 2013 PG46
- (781579) 2013 PK47
- (781580) 2013 PV47
- (781581) 2013 PO53
- (781582) 2013 PX54
- (781583) 2013 PD55
- (781584) 2013 PD56
- (781585) 2013 PO58
- (781586) 2013 PU62
- (781587) 2013 PM63
- (781588) 2013 PU64
- (781589) 2013 PL66
- (781590) 2013 PE74
- (781591) 2013 PF76
- (781592) 2013 PJ77
- (781593) 2013 PR78
- (781594) 2013 PL79
- (781595) 2013 PQ79
- (781596) 2013 PF81
- (781597) 2013 PA82
- (781598) 2013 PM82
- (781599) 2013 PN82
- (781600) 2013 PX82
- (781601) 2013 PG91
- (781602) 2013 PQ91
- (781603) 2013 PH96
- (781604) 2013 PS96
- (781605) 2013 PN97
- (781606) 2013 PO98
- (781607) 2013 PH99
- (781608) 2013 PN99
- (781609) 2013 PS99
- (781610) 2013 PT99
- (781611) 2013 PL100
- (781612) 2013 PY100
- (781613) 2013 PC101
- (781614) 2013 PH102
- (781615) 2013 PT102
- (781616) 2013 PV105
- (781617) 2013 PO106
- (781618) 2013 PG110
- (781619) 2013 PY112
- (781620) 2013 PJ114
- (781621) 2013 PP115
- (781622) 2013 PT115
- (781623) 2013 PB116
- (781624) 2013 PZ116
- (781625) 2013 PA117
- (781626) 2013 PM117
- (781627) 2013 PJ119
- (781628) 2013 PA121
- (781629) 2013 PK121
- (781630) 2013 PV122
- (781631) 2013 PW122
- (781632) 2013 PP123
- (781633) 2013 PH126
- (781634) 2013 PU126
- (781635) 2013 PE128
- (781636) 2013 PK128
- (781637) 2013 PM128
- (781638) 2013 PZ128
- (781639) 2013 PE133
- (781640) 2013 PJ134
- (781641) 2013 PN134
- (781642) 2013 PQ134
- (781643) 2013 PE136
- (781644) 2013 PD137
- (781645) 2013 PT137
- (781646) 2013 PD138
- (781647) 2013 PC139
- (781648) 2013 PJ139
- (781649) 2013 PR139
- (781650) 2013 PZ139
- (781651) 2013 PW144
- (781652) 2013 QA2
- (781653) 2013 QG3
- (781654) 2013 QC9
- (781655) 2013 QA13
- (781656) 2013 QY20
- (781657) 2013 QK27
- (781658) 2013 QS31
- (781659) 2013 QO34
- (781660) 2013 QU35
- (781661) 2013 QE37
- (781662) 2013 QM38
- (781663) 2013 QZ40
- (781664) 2013 QE43
- (781665) 2013 QE44
- (781666) 2013 QM49
- (781667) 2013 QX49
- (781668) 2013 QT63
- (781669) 2013 QE67
- (781670) 2013 QL67
- (781671) 2013 QJ70
- (781672) 2013 QQ86
- (781673) 2013 QP87
- (781674) 2013 QA88
- (781675) 2013 QS92
- (781676) 2013 QU92
- (781677) 2013 QJ93
- (781678) 2013 QY93
- (781679) 2013 QK94
- (781680) 2013 QQ94
- (781681) 2013 QY99
- (781682) 2013 QC100
- (781683) 2013 QY101
- (781684) 2013 QP102
- (781685) 2013 QX102
- (781686) 2013 QK103
- (781687) 2013 QY104
- (781688) 2013 QC107
- (781689) 2013 RS2
- (781690) 2013 RA3
- (781691) 2013 RA5
- (781692) 2013 RV6
- (781693) 2013 RK7
- (781694) 2013 RN8
- (781695) 2013 RJ11
- (781696) 2013 RT14
- (781697) 2013 RD17
- (781698) 2013 RW26
- (781699) 2013 RR34
- (781700) 2013 RV36
- (781701) 2013 RQ39
- (781702) 2013 RE42
- (781703) 2013 RG45
- (781704) 2013 RC48
- (781705) 2013 RY49
- (781706) 2013 RS63
- (781707) 2013 RW64
- (781708) 2013 RX65
- (781709) 2013 RW66
- (781710) 2013 RC68
- (781711) 2013 RU68
- (781712) 2013 RP69
- (781713) 2013 RR69
- (781714) 2013 RU76
- (781715) 2013 RB79
- (781716) 2013 RG99
- (781717) 2013 RM99
- (781718) 2013 RV99
- (781719) 2013 RW100
- (781720) 2013 RY103
- (781721) 2013 RK105
- (781722) 2013 RL105
- (781723) 2013 RN105
- (781724) 2013 RQ107
- (781725) 2013 RD120
- (781726) 2013 RR120
- (781727) 2013 RQ122
- (781728) 2013 RA126
- (781729) 2013 RB126
- (781730) 2013 RS126
- (781731) 2013 RF129
- (781732) 2013 RP129
- (781733) 2013 RH131
- (781734) 2013 RZ131
- (781735) 2013 RP134
- (781736) 2013 RX136
- (781737) 2013 RF137
- (781738) 2013 RS138
- (781739) 2013 RZ141
- (781740) 2013 RJ142
- (781741) 2013 RE151
- (781742) 2013 RH151
- (781743) 2013 RK151
- (781744) 2013 RR151
- (781745) 2013 RV152
- (781746) 2013 RA153
- (781747) 2013 RO154
- (781748) 2013 RP154
- (781749) 2013 RH158
- (781750) 2013 RF159
- (781751) 2013 RG159
- (781752) 2013 RZ160
- (781753) 2013 RV162
- (781754) 2013 RU163
- (781755) 2013 RE164
- (781756) 2013 RK164
- (781757) 2013 RU164
- (781758) 2013 RK165
- (781759) 2013 RY171
- (781760) 2013 RC173
- (781761) 2013 RN173
- (781762) 2013 RQ173
- (781763) 2013 RT173
- (781764) 2013 RN174
- (781765) 2013 RH176
- (781766) 2013 RL177
- (781767) 2013 RM177
- (781768) 2013 RO177
- (781769) 2013 RC178
- (781770) 2013 RH191
- (781771) 2013 RF193
- (781772) 2013 RP193
- (781773) 2013 RS193
- (781774) 2013 SZ30
- (781775) 2013 SG38
- (781776) 2013 SJ45
- (781777) 2013 SO45
- (781778) 2013 SD46
- (781779) 2013 SU62
- (781780) 2013 SZ62
- (781781) 2013 SP65
- (781782) 2013 SU67
- (781783) 2013 SJ68
- (781784) 2013 SN71
- (781785) 2013 SF72
- (781786) 2013 SK76
- (781787) 2013 SY79
- (781788) 2013 SM83
- (781789) 2013 SB89
- (781790) 2013 SB90
- (781791) 2013 SG96
- (781792) 2013 SP97
- (781793) 2013 SJ107
- (781794) 2013 SV108
- (781795) 2013 SR110
- (781796) 2013 SU110
- (781797) 2013 SC111
- (781798) 2013 SO111
- (781799) 2013 SD114
- (781800) 2013 SV114
- (781801) 2013 SX114
- (781802) 2013 SF119
- (781803) 2013 TZ
- (781804) 2013 TM15
- (781805) 2013 TP15
- (781806) 2013 TT15
- (781807) 2013 TO16
- (781808) 2013 TJ19
- (781809) 2013 TR22
- (781810) 2013 TB23
- (781811) 2013 TE27
- (781812) 2013 TD50
- (781813) 2013 TS51
- (781814) 2013 TB53
- (781815) 2013 TQ59
- (781816) 2013 TW62
- (781817) 2013 TQ64
- (781818) 2013 TY64
- (781819) 2013 TH72
- (781820) 2013 TH74
- (781821) 2013 TQ82
- (781822) 2013 TR82
- (781823) 2013 TU85
- (781824) 2013 TP87
- (781825) 2013 TQ87
- (781826) 2013 TA90
- (781827) 2013 TD91
- (781828) 2013 TJ91
- (781829) 2013 TK102
- (781830) 2013 TN112
- (781831) 2013 TC118
- (781832) 2013 TB131
- (781833) 2013 TP137
- (781834) 2013 TK142
- (781835) 2013 TP145
- (781836) 2013 TR145
- (781837) 2013 TH148
- (781838) 2013 TS159
- (781839) 2013 TZ160
- (781840) 2013 TG161
- (781841) 2013 TG162
- (781842) 2013 TA163
- (781843) 2013 TM163
- (781844) 2013 TQ164
- (781845) 2013 TA165
- (781846) 2013 TL166
- (781847) 2013 TP168
- (781848) 2013 TC179
- (781849) 2013 TL179
- (781850) 2013 TA182
- (781851) 2013 TT184
- (781852) 2013 TO185
- (781853) 2013 TF186
- (781854) 2013 TK189
- (781855) 2013 TM189
- (781856) 2013 TN189
- (781857) 2013 TZ190
- (781858) 2013 TH191
- (781859) 2013 TA192
- (781860) 2013 TR195
- (781861) 2013 TU195
- (781862) 2013 TG196
- (781863) 2013 TW196
- (781864) 2013 TY196
- (781865) 2013 TA197
- (781866) 2013 TM197
- (781867) 2013 TO197
- (781868) 2013 TG198
- (781869) 2013 TQ199
- (781870) 2013 TL200
- (781871) 2013 TV204
- (781872) 2013 TP209
- (781873) 2013 TB210
- (781874) 2013 TD210
- (781875) 2013 TU215
- (781876) 2013 TQ216
- (781877) 2013 TN220
- (781878) 2013 TO220
- (781879) 2013 TR221
- (781880) 2013 TA222
- (781881) 2013 TL223
- (781882) 2013 TX224
- (781883) 2013 TN225
- (781884) 2013 TD226
- (781885) 2013 TZ229
- (781886) 2013 TK230
- (781887) 2013 TN230
- (781888) 2013 TZ231
- (781889) 2013 TK233
- (781890) 2013 TN233
- (781891) 2013 TO236
- (781892) 2013 TZ238
- (781893) 2013 TR247
- (781894) 2013 TB248
- (781895) 2013 TM248
- (781896) 2013 TX249
- (781897) 2013 TB251
- (781898) 2013 TT251
- (781899) 2013 TJ252
- (781900) 2013 TK252
- (781901) 2013 TN252
- (781902) 2013 TQ252
- (781903) 2013 TF256
- (781904) 2013 TZ261
- (781905) 2013 TP276
- (781906) 2013 TY279
- (781907) 2013 TP281
- (781908) 2013 TZ281
- (781909) 2013 TR282
- (781910) 2013 TV282
- (781911) 2013 UN14
- (781912) 2013 UX14
- (781913) 2013 UL18
- (781914) 2013 US19
- (781915) 2013 UY19
- (781916) 2013 UW20
- (781917) 2013 UE28
- (781918) 2013 UB29
- (781919) 2013 UE30
- (781920) 2013 UB31
- (781921) 2013 UC31
- (781922) 2013 UD32
- (781923) 2013 UO32
- (781924) 2013 UD33
- (781925) 2013 UM33
- (781926) 2013 UR33
- (781927) 2013 UF34
- (781928) 2013 UJ34
- (781929) 2013 UM34
- (781930) 2013 UN34
- (781931) 2013 UL35
- (781932) 2013 UZ37
- (781933) 2013 UG38
- (781934) 2013 UY39
- (781935) 2013 UZ41
- (781936) 2013 UY43
- (781937) 2013 UM44
- (781938) 2013 UO44
- (781939) 2013 UQ44
- (781940) 2013 UG45
- (781941) 2013 UQ45
- (781942) 2013 UY45
- (781943) 2013 UV50
- (781944) 2013 UW50
- (781945) 2013 UX50
- (781946) 2013 UD52
- (781947) 2013 UV53
- (781948) 2013 UB58
- (781949) 2013 UR58
- (781950) 2013 UV58
- (781951) 2013 UW59
- (781952) 2013 UY59
- (781953) 2013 UK64
- (781954) 2013 VE1
- (781955) 2013 VF6
- (781956) 2013 VO10
- (781957) 2013 VS14
- (781958) 2013 VO20
- (781959) 2013 VP27
- (781960) 2013 VQ29
- (781961) 2013 VJ42
- (781962) 2013 VQ42
- (781963) 2013 VH43
- (781964) 2013 VU43
- (781965) 2013 VQ44
- (781966) 2013 VL48
- (781967) 2013 VJ51
- (781968) 2013 VL52
- (781969) 2013 VY52
- (781970) 2013 VD53
- (781971) 2013 VS54
- (781972) 2013 VB56
- (781973) 2013 VF56
- (781974) 2013 VC58
- (781975) 2013 VD60
- (781976) 2013 VL60
- (781977) 2013 VU60
- (781978) 2013 VS61
- (781979) 2013 VY65
- (781980) 2013 VQ66
- (781981) 2013 VN67
- (781982) 2013 VS69
- (781983) 2013 VX69
- (781984) 2013 VB70
- (781985) 2013 VS72
- (781986) 2013 VG73
- (781987) 2013 VR73
- (781988) 2013 VU73
- (781989) 2013 VT74
- (781990) 2013 VX75
- (781991) 2013 VP78
- (781992) 2013 VS78
- (781993) 2013 VP79
- (781994) 2013 VC80
- (781995) 2013 VV80
- (781996) 2013 VX81
- (781997) 2013 VF82
- (781998) 2013 VN82
- (781999) 2013 VE83
- (782000) 2013 VU85